# Wynonna Judd
Wynonna Ellen Judd, conosciuta anche semplicemente come Wynonna, all'anagrafe Christina Claire Ciminella (Ashland, 30 maggio 1964), è una cantante statunitense, dedita al genere country ed in attività dall'inizio degli anni ottanta, prima come componente del duo The Judds (assieme alla madre, Naomi Judd) e poi (dall'inizio degli anni novanta) come solista.

## Biografia
Tra le principali interpreti country degli anni novanta, ha pubblicato sinora da solista una decina di album, il primo dei quali è Wynonna del 1992.
È soprannominata "Hurricane Wy", "Sweet Tater" e "Red" (per via del colore dei capelli). È sorella (naturale per parte di madre, acquisita per parte di padre) dell'attrice Ashley Judd (vero nome: Ashley Tyler Ciminella).

## Discografia da solista

### Album
- 1992 – Wynonna
- 1993 – Tell Me Why
- 1996 – Revelations
- 1997 – The Other Side
- 2000 – New Day Dawning
- 2003 – What the World Needs Now is Love
- 2006 – A Classic Christmas
- 2009 – Sing: Chapter 1
- 2016 – Wynonna & the Big Noise
- 2020 – Recollections

### Raccolte
- 1997 – Collection
- 2005 – Her Story: Scenes from a Lifetime
- 2010 – Love Heals

## Premi e riconoscimenti[10]
- 1984 - Horizon Award
- 1985 - Premio per il singolo dell'anno per Why Not Me